# Colorante acido

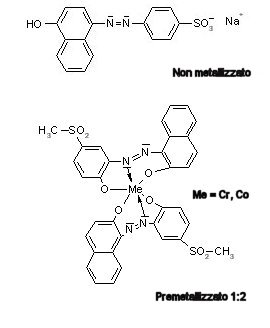
Molecole di coloranti acidi monoazoici

I coloranti acidi, o coloranti anionici, sono una classe di coloranti costituiti da sali di sodio di acidi solfonici aromatici che vengono applicati in soluzioni acide. Vengono suddivisi, a seconda della presenza o meno di uno ione metallico all'interno della molecola di colorante, in "non metallizzati" e "premetallizzati". Questi ultimi possono essere 1:1 oppure 1:2, dipendentemente dal rapporto fra ione metallico e molecola di colorante. La struttura molecolare, generalmente piccola e corta, è caratterizzata da più gruppi anionici e da parti cromogene appartenenti alle classi degli azoici (mono o bis, 65%), degli antrachinonici (per i toni scuri, 15%) e del trifenilmetano (12%). Possono inoltre essere presenti gruppi auxocromi (-OH oppure -NH2) e parti idrofobe (gruppi alchilici a catena lunga) per aumentare le solidità.
Data la presenza di gruppi solfonici, sono coloranti solubili in acqua la cui solubilità aumenta con la temperatura.
Gli antrachinonici sono più solidi alla luce e ai trattamenti ad umido.
I trifenilmetanici hanno toni più brillanti, ma sono i meno solidi alla luce.

## Classificazione
Fra i premetallizzati si distinguono:
- 1:1 – vengono utilizzati solo in ambiente fortemente acido e solo con la lana
- 1:2 – vengono utilizzati per lana, seta e fibre poliammidiche. Possono essere sia solubili che insolubili; gli 1:2 solubili richiedono un ambiente debolmente acido, mentre quelli insolubili vengono applicati come i coloranti dispersi.

A seconda della fibra, del pH a cui avviene la tintura e dalla velocità di tintura richiesta, i coloranti acidi vengono divisi in sottoclassi tintoriali. 

### Classe I
Tingono le fibre proteiche a valori di pH compresi tra 2 e 4 (si utilizza H2SO4 o HCOOH). I coloranti acidi di questa sottoclasse sono caratterizzati da una buona egualizzazione, anche se necessitano di Na2SO4 (o sapone di sgommatura per la tintura della seta) come egualizzante per ritardare la penetrazione del colorante, competendo con esso. Danno scarse solidità.

### Classe II
I coloranti di questa sottoclasse, detti "follone", tingono le fibre proteiche a valori di pH compresi tra 4 e 6 (si utilizza CH3COOH e poco Na2SO4). I coloranti acidi di questa sottoclasse sono caratterizzati da una egualizzazione e da solidità intermedie. Necessitano di solfato di sodio, ma la sua azione egualizzante è limitata all'aggregazione del colorante.

### Classe III
I coloranti di questa sottoclasse, detti "superfollone", tingono le fibre proteiche a valori di pH compresi tra 6 e 8 (si utilizza CH3COONa). I coloranti acidi di questa sottoclasse sono caratterizzati da una cattiva egualizzazione, e di conseguenza necessitano di prodotti ausiliari per favorire l'egualizzazione. Danno buone solidità e sono milling dyes (ovvero ottimi per la follatura perché molto solidi).

### Gruppo A
Tingono le fibre poliammidiche a pH compresi tra 4,5 e 5,5 e sono indicati per toni chiari e medi. Hanno una buona egualizzazione ma solidità ad umido limitate. 

### Gruppo B
Tingono le fibre poliammidiche a pH compresi tra 6 e 7 e sono indicati per toni intensi. Hanno una media egualizzazione e ottime solidità ad umido. Poiché sono caratterizzati da un assorbimento più rapido rispetto ai coloranti del gruppo A richiedono l'utilizzo di un egualizzante che potrà essere un tensioattivo cationico o un tensioattivo anionico a catena piccola.
Sia per il gruppo A che per il gruppo B è possibile fare dei post-trattamenti per migliorare la fissazione del colorante con tannini naturali (per i toni scuri) o con polielettroliti cationici di sintesi (per i toni chiari).

## Legami con la fibra
I non metallizzati formano prevalentemente legami di tipo ionico fra i gruppi anionici della molecola di colorante e i gruppi cationici presenti sulla fibra:
Col-SO3- +NH3-L-COOH
Per questo motivo la lana si tinge ad un pH che aumenta al massimo la carica positiva della fibra.
I premetallizzati, oltre al legame ionico tra gruppo anionico della molecola e gruppi cationici della fibra, formano legami fra ione metallico (generalmente cromo) e gruppi anionici della fibra:
Col-Cr+ -OOC-L-NH2
e fra ione metallico e doppietti elettronici liberi presenti sugli atomi di azoto della fibra. Gli 1:2, avendo a disposizione due ioni metallici per molecola di colorante, formano un maggior numero di legami, mostrando per questo solidità maggiori.

## Tintura

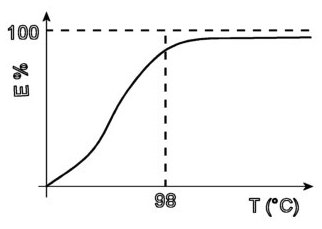
Curva di esaurimento della sottoclasse II

La tintura si effettua in bagno acquoso. Il valore di pH dipende dalla sottoclasse a cui il colorante appartiene, e deve essere sempre ben controllato. La temperatura ha l'effetto di aumentare la velocità di tintura; per la sottoclasse III l'aumento deve essere più lento per migliorare l'egualizzazione. 
La tintura con coloranti acidi delle fibre poliammidiche richiede che queste ultime abbiano un elevato numero di gruppi amminici terminali.